# Jarosław Łasiński
Jarosław Jacek Łasiński (ur. 13 marca 1963 w Szczecinie) – polski dyplomata, konsul generalny RP w Chicago (2005–2007), Malmö (2008–2011), Los Angeles (2018–2022) oraz Houston (od 2025).

## Życiorys
W 1987 ukończył prawo na Uniwersytecie Mikołaja Kopernika w Toruniu. W tym samym roku wstąpił do służby zagranicznej, zostając zatrudnionym w gabinecie Ministra. Następnie był III sekretarzem w Ambasadzie w Waszyngtonie (1991–1995), prawnikiem w Departamencie Personalnym Ministerstwa Spraw Zagranicznych (1995–1997), kierownikiem wydziału konsularnego w randze I sekretarza/radcy w Ambasadzie w Waszyngtonie (1997–2001), radcą/zastępcą dyrektora Departamentu Konsularnego i Polonii (2001–2005), konsulem generalnym w Chicago (2005–2007), radcą-ministrem Departamentu Konsularnego i Polonii (2007–2008), konsulem generalnym w Malmö (2008–2011), dyrektorem Biura Prawnego i Zamówień Publicznych MSZ (2011), zastępcą dyrektora Departamentu Konsularnego (2012–2016). Od 2018 do 2022 konsul generalny w Los Angeles. Od 22 września 2023 do stycznia 2024 zastępca dyrektora Departamentu Konsularnego MSZ. Następnie pracował w Departamencie Współpracy z Polonią i Polakami za Granicą MSZ. W marcu 2025 został konsulem generalnym RP w Houston.
Włada angielskim oraz rosyjskim.
Wdowiec, ma jedną córkę.